# Массалитинов, Константин Ираклиевич
Константин Ираклиевич Массали́тинов (21 мая [3 июня] 1905 или 3 июня 1905, Воронеж — 24 января 1979, Воронеж) — советский российский композитор, хоровой дирижёр, фольклорист, публицист. Народный артист СССР (1975). Лауреат Сталинской премии второй степени (1949).

## Биография
Родился 21 мая (3 июня) 1905 года в Воронеже.
В 1929 году окончил Воронежский музыкальный техникум (ныне Воронежский музыкальный колледж имени Ростроповичей) по классам фортепиано и хорового дирижирования.
В 1930—1941 годах работал методистом в Домах народного творчества в Ленинграде и Воронеже, руководил самодеятельными хорами. В 1941 году был капельмейстером сводного духового оркестра 303-й стрелковой дивизии, комиссован по контузии. Руководил сводным духовым оркестром на воронежском параде войск 7 ноября 1941 года.
Один из организаторов (1942) и художественный руководитель (до 1964) Воронежского русского народного хора (ныне — имени К. И. Массалитинова). Создатель и художественный руководитель ансамбля русской песни «Воронежские девчата» Воронежской филармонии (1966—1970).
Собиратель и пропагандист русской народной песни (записал более 500 песен).
Составитель сборника произведений «Родина моя» (1966) и ряда книг. Автор статей о проблемах музыкального народного творчества.
С 1937 года — ответственный секретарь, с 1939 года — председатель правления Воронежского отделения Союза композиторов СССР.
Член ВКП(б) с 1943 года.
Умер 24 января 1979 года в Воронеже. Похоронен на Коминтерновском кладбище.

### Семья
- Жена — Галина Болеславовна Рогинская (1909—1986), хормейстер, деятель культуры.
- Дочь — Наталия Константиновна Массалитинова (род. 1944), хормейстер, педагог, композитор, заслуженный работник культуры Российской Федерации (1993), лауреат премии Правительства Российской Федерации «Душа России» (2008).

## Награды и звания
- заслуженный деятель искусств РСФСР (1955)
- народный артист РСФСР (1959)[3]
- народный артист СССР (1975)
- Сталинская премия второй степени (1949)[4]
- орден Трудового Красного Знамени (1956)
- медаль «За доблестный труд в Великой Отечественной войне 1941—1945 гг.»
- медаль «За доблестный труд. В ознаменование 100-летия со дня рождения Владимира Ильича Ленина»
- медаль «Ветеран труда»
- премия имени А. В. Александрова (1977).

## Творчество
- опера-песня «Земля поёт» (сл. М. Шишлянникова и Г. Воловика, 1960)
- оратория «Моя земля» (1970)
- для солистов, хора и оркестра народных инструментов:
  - кантаты «Песне русской слава» (сл. М. Шишлянникова, 1964), «Край мой любимый, Россия родная!» (сл. Г. Воловика, 1965), «Капитан земли» (С. Есенина, 1966), «Русь» (1972)
  - хоровые сюиты «Край родной» (сл. А. Досталя, М. Мордасовой, A. Паршина, 1958), «Мамаев курган» (сл. С. Костина, 1963), «Весенняя сюита» (сл. С. Есенина, 1963), «Слово о песне» (сл. B. Фирсова, 1963), «На земле Волгоградской» (сл. С. Костина, 1964), «А нам радость» (сл. С. Есенина, 1964), «Горе горькое», «По слову Ленина»
- хоры, в том числе циклы: «Черемуха душистая» (сл. С. Есенина, 1962), «Россия моя» (сл. В. Бокова, 1968), поэма «Земля Кольцова» (сл. В. Бокова, 1968)
- хоровые песни «Марш ударных бригад» (сл. В. Покровского, 1931), «Песня о богучарских партизанах» (сл. С. Данилова, 1935), «Песня о Дундиче» (сл. М. Аметистова, 1936), «Песня о радости» (сл. С. Данилова, 1937), «Встреча» (1937), «Два сокола» (1938, сл. Исаковского)[5],«Песня о Воронеже» (1943), «Песня о России» (1946), «Спасибо партии» (сл. А. Сальникова, 1954), «Партия ведёт нас ленинским путём» (сл. А. Сальникова, 1955), «Дума об Ильиче» (сл. А. Сальникова, 1955)
- для голоса и фортепиано — романсы, песни на сл. А. Кольцова, А. Твардовского, Г. Воловика, А. Досталя, Г. Луткова, И. Никитина, Н. Палькина, А. Сальникова, А. Тарасенко, Л. Татьяничевой, фронтовые песни (ок. 20); Воронежские русские народные песни, старинные и колхозные (более 50)
- музыкальный фильм «Совет да любовь» (1970)
- музыка к театрализованным представлениям
- обработки народных песен для смешанного хора без сопровождения, с баяном или оркестром русских народных инструментов, в том числе сборник «Современные народные песни Воронежской области» (М., 1951, 1952).

## Автор книг
- «Хор Лебедевой» (совместно с Г. Дороховым, Воронеж, 1940)
- «Воронежский областной праздник песни» (совместно с М. Певцовым, Воронеж, 1957)
- «С русской песней — по жизни» (Москва, 1975; Воронеж, 1981).

## Память
- В Воронеже, на д. 16 по улице Комиссаржевской, где жил музыкант, установлена мемориальная доска.
- В 1981 году северный участок набережной Будённого в Воронеже получил название набережной Массалитинова.
- В Воронеже проводится фестиваль народных хоров и вокальных ансамблей имени К. И. Массалитинова.[6]
- В 2005 году в Воронеже вышла книга «Константин Массалитинов. С любовью к русской песне»
- С 2008 года Воронежский народный хор носит имя К. И. Массалитинова.